# Saint-Clair-de-la-Tour
Saint-Clair-de-la-Tour és un municipi francès situat al departament de la Isèra i a la regió d'Alvèrnia-Roine-Alps. L'any 2007 tenia 3.125 habitants.

## Demografia

### Població
El 2007 la població de fet de Saint-Clair-de-la-Tour era de 3.125 persones. Hi havia 1.187 famílies de les quals 310 eren unipersonals (118 homes vivint sols i 192 dones vivint soles), 339 parelles sense fills, 452 parelles amb fills i 86 famílies monoparentals amb fills.
La població ha evolucionat segons el següent gràfic:
Habitants censats

### Habitatges
El 2007 hi havia 1.389 habitatges, 1.192 eren l'habitatge principal de la família, 39 eren segones residències i 158 estaven desocupats. 1.011 eren cases i 375 eren apartaments. Dels 1.192 habitatges principals, 885 estaven ocupats pels seus propietaris, 293 estaven llogats i ocupats pels llogaters i 13 estaven cedits a títol gratuït; 15 tenien una cambra, 45 en tenien dues, 182 en tenien tres, 436 en tenien quatre i 514 en tenien cinc o més. 966 habitatges disposaven pel capbaix d'una plaça de pàrquing. A 521 habitatges hi havia un automòbil i a 543 n'hi havia dos o més.

### Piràmide de població
La piràmide de població per edats i sexe el 2009 era:
| Homes | Edats   | Dones |
| ----- | ------- | ----- |
| 0     | 95 o +  | 0     |
| 4     | 90 a 94 | 4     |
| 0     | 85 a 89 | 12    |
| 8     | 80 a 84 | 12    |
| 24    | 75 a 79 | 52    |
| 68    | 70 a 74 | 64    |
| 72    | 65 a 69 | 76    |
| 80    | 60 a 64 | 92    |
| 72    | 55 a 59 | 64    |
| 88    | 50 a 54 | 72    |
| 128   | 45 a 49 | 88    |
| 68    | 40 a 44 | 92    |
| 124   | 35 a 39 | 100   |
| 104   | 30 a 34 | 108   |
| 112   | 25 a 29 | 92    |
| 84    | 20 a 24 | 36    |
| 80    | 15 a 19 | 68    |
| 104   | 10 a 14 | 80    |
| 108   | 5 a 9   | 104   |
| 60    | 0 a 4   | 92    |

## Economia
El 2007 la població en edat de treballar era de 1.996 persones, 1.373 eren actives i 623 eren inactives. De les 1.373 persones actives 1.235 estaven ocupades (699 homes i 536 dones) i 138 estaven aturades (60 homes i 78 dones). De les 623 persones inactives 194 estaven jubilades, 160 estaven estudiant i 269 estaven classificades com a «altres inactius».

### Ingressos
El 2009 a Saint-Clair-de-la-Tour hi havia 1.266 unitats fiscals que integraven 3.187,5 persones, la mediana anual d'ingressos fiscals per persona era de 17.592 €.

### Activitats econòmiques
Dels 140 establiments que hi havia el 2007, 2 eren d'empreses extractives, 4 d'empreses alimentàries, 2 d'empreses de fabricació de material elèctric, 9 d'empreses de fabricació d'altres productes industrials, 32 d'empreses de construcció, 39 d'empreses de comerç i reparació d'automòbils, 2 d'empreses de transport, 5 d'empreses d'hostatgeria i restauració, 3 d'empreses d'informació i comunicació, 7 d'empreses financeres, 7 d'empreses immobiliàries, 11 d'empreses de serveis, 8 d'entitats de l'administració pública i 9 d'empreses classificades com a «altres activitats de serveis».
Dels 47 establiments de servei als particulars que hi havia el 2009, 1 era una oficina de correu, 4 tallers de reparació d'automòbils i de material agrícola, 11 paletes, 11 guixaires pintors, 3 fusteries, 3 lampisteries, 2 electricistes, 1 empresa de construcció, 5 perruqueries, 3 restaurants i 3 agències immobiliàries.
Dels 13 establiments comercials que hi havia el 2009, 1 era un hipermercat, 1 una gran superfície de material de bricolatge, 1 una botiga de menys de 120 m², 3 fleques, 1 una carnisseria, 1 una botiga de congelats, 1 una llibreria, 1 una botiga d'electrodomèstics, 1 una botiga de material esportiu, 1 un drogueria i 1 una floristeria.
L'any 2000 a Saint-Clair-de-la-Tour hi havia 18 explotacions agrícoles que ocupaven un total de 174 hectàrees.

## Equipaments sanitaris i escolars
El 2009 hi havia 1 psiquiàtric i 1 farmàcia.
El 2009 hi havia 1 escola maternal i 1 escola elemental.

## Poblacions més properes
El següent diagrama mostra les poblacions més properes.